# بورغاريلو (بافيا)
بورغاريلو (بالإيطالية: Borgarello)‏ هي بلدة تقع في مقاطعة بافيا بإقليم لومبارديا في شمال إيطاليا. تبلغ مساحة هذه المدينة 4.8 (كم²)، وترتفع عن سطح البحر م، بلغ عدد سكانها 2188 نسمة في عام 2004 حسب إحصاء المعهد الوطني للإحصاء.

## السكان
في سنة 1861 بلغ عدد السكان 690 نسمة، وتطور العدد ليصل في سنة 2011 لـ 2٬659 نسمة.
يظهر هذا المخطط البياني تطور النمو السكاني لـ بورغاريلو (بافيا)